# 負古太郎
負 古太郎（まけ ふるたろう）は、日本のお笑いタレント。元たけし軍団（オフィス北野）所属。

## 来歴・人物
東京都立大島南高等学校海洋科卒業。元漁師。
芸名の由来は勝新太郎。元々この名前はビートたけしがテレビ番組中のパロディでたけし自ら使用していたもので、それを譲られた形である。『たけしの等々力ベース』の第26回と第98回で負古太郎というこの芸名をタモリが、かなり気にいっていたというエピソードが語られている。
1990年頃にオールナイトニッポン軍団オーディションでたけし軍団入り。デビュー直後に出演したテレビ番組『北野ファンクラブ』で「マグロ漁船でタンカーに衝突したことがある」と紹介された。
ビートたけしがバイク事故を起こした時期の運転手であり、たけしの著書『顔面麻痺』では殿を心配する付き人として大きく描写されている。
同じ軍団員で先輩のノーカット星と「タスマニアブラザーズ」というコンビを組んだ。

## その他
現在は定期的に『お笑いセメントマッチ』に出演、現在も軍団に所属している〆さばアタルが理事長、放送作家のベン村さ来が本部長を務める『アタリヤ』に平組員として所属している。
カラオケの得意レパートリーは「おいらの船は300とん」。
目黒駅前のサウナを定宿としている。

## 主な出演

### テレビ
- 北野ファンクラブ
- 元気が出るＴＶ
- スーパージョッキー
- たけしの等々力ベース（第26回のみ）

### ドラマ
- お姉さんの朝帰り
- 死刑台のエレベーター

### 映画
- みんな〜やってるか!（1995年・バンダイビジュアル）バス停の男・暴れている男・飛行機内のパンツの男・金を返せと怒鳴っている男役